# Jeans-instabilitet
Jeans-instabilitet är inom astrofysiken ett tillstånd som leder till kollaps av interstellära gasmoln och därefter till att stjärnor nybildas. Detta inträffar, när det interna gastrycket inte är starkt nog att motverka en gravitationell kollaps i en region fylld med materia. För stabilitet måste molnet vara i ett tillstånd av hydrostatisk jämvikt,
{\displaystyle {\frac {dp}{dr}}=-{\frac {G\rho M_{in}}{r^{2}}}},
där {\displaystyle M_{in}} är den inneslutna massan, p är tryck, G är gravitationskonstanten och r är radien. Jämvikten är stabil, om små störningar dämpas och är instabil om de förstärks. Generellt sett är molnet instabilt, om det antingen är väldigt massivt vid en given temperatur eller, om det är väldigt kallt vid en given massa för att gravitationen ska övervinna gastrycket. Molnets radie kallas Jeans-längd.